# Manglehorn (2014.)
Manglehorn, američka filmska drama iz 2014. godine. 

## Sažetak
Bravaru je prije nekoliko godina jedna žena slomila srce. Otad se osamio i povučeni bravar provodi dane skrbeći za svoju mačku. Utjehu je našao u poslu i žalu za davno izgubljenom ljubavi. Jednog je dana upoznao dobrodušnu blagajnicu u banci Dawn. Zainteresirala se za ekscentričnog osamljenika. Rodila se nada da bi ga mogla potaknuti otvoriti školjku u koju se zatvorio.